# 長浜歴ドラ隊
長浜歴ドラ隊（ながはまれきドラたい）は、江・浅井三姉妹博覧会のPRのために長浜市で結成された、女性7名による観光PRおもてなし隊。

## 概要
浅井長政、市、茶々、初、江と家来の藤丸・侍女のお池で構成されており、うたや踊り劇などを披露し、博覧会会場や、県内外のイベントでも小谷・長浜・北近江を来場者に紹介する。男性役も女性が担っている。

## メンバー
- 浅井長政
- 市
- 茶々
- 初
- 江
- 藤丸
- お池